# ممتاز علي بوتو
ممتاز علي خان بوتو (بالأردوية:  ممتاز علی بھٹو )‏، (بالسندية: ممتاز علي ڀٽو)‏، (28 نوفمبر 1933- 18 يوليو 2021) هو سياسي باكستاني شغل منصب الحاكم الثامن في إقليم السند ثم رئيس وزراء السند مرتين، وهو ابن عم رئيس الوزراء السابق ذو الفقار علي بوتو
اختلف مع آصف علي زرداري، وانفصل عن حزب الشعب الباكستاني وأنشأ حزبه الخاص جبهة السند الوطنية في عام 1989. وفي عام 2017 قام بدمج حزبه مع حركة الإنصاف الباكستانية.